# Каралети
Каралети (груз. კარალეთი) — село в Грузии, в Горийском муниципалитете края Шида-Картли, центр общины (сёла: Каралети, Диди-Гареджвари, Патара-Гареджвари, Сатбуребис-Дасахлеба).

## Расположение
Расположено на Картлийской равнине, на левом берегу реки Большая Лиахви, на высоте 650 метров над уровнем моря. Отдалено на 8 километров от города Гори.

## Население
По результатам официальной переписи населения 2014 года в Каралети проживало 6196 человек (3086 мужчин и 3110 женщин).
| Год  | Численность, человек |
| ---- | -------------------- |
| 2002 | 4501                 |
| 2014 | ▼ 6196               |

## Инфраструктура
В селе функционируют 2 публичные школы с 12 классным обучением.